# Comté de Hennepin
Le comté de Hennepin est un comté de l'État du Minnesota, aux États-Unis. Il comptait 1 281 565 habitants lors du recensement de 2020. En 2023, sa population estimée était de 1 258 713 habitants. Son siège est Minneapolis, nommé ainsi en l'honneur de l'explorateur belge (originaire d'Ath) du XVIIe siècle Louis Hennepin.

## Géographie
Les comtés adjacents :
- Comté d'Anoka (nord-est)
- Comté de Ramsey (est)
- Comté de Dakota (sud-est)
- Comté de Scott (sud)
- Comté de Carver (sud-ouest)
- Comté de Wright (nord-ouest)

### Transport
Principales routes
| - Interstate 35W - Interstate 94 - Interstate 394 - Interstate 494 - Interstate 694 - U.S. Route 12 - U.S. Route 52 - U.S. Route 169 - U.S. Route 212 - Minnesota State Highway 5 - Minnesota State Highway 7 - Minnesota State Highway 47 | - Minnesota State Highway 55 - Minnesota State Highway 62 - Minnesota State Highway 65 - Minnesota State Highway 77 - Minnesota State Highway 100 - Minnesota State Highway 101 - Minnesota State Highway 121 - Minnesota State Highway 312 - Minnesota State Highway 252 - Minnesota State Highway 280 - Minnesota State Highway 610 |

## Principales villes
- Bloomington
- Brooklyn Center
- Brooklyn Park
- Champlin
- Chanhassen
- Corcoran
- Crystal
- Dayton
- Deephaven
- Eden Prairie
- Edina
- Excelsior
- Golden Valley
- Greenfield
- Greenwood
- Hanover‡
- Hopkins
- Independence
- Long Lake
- Loretto
- Maple Grove
- Maple Plain
- Medicine Lake
- Medina
- Minneapolis
- Minnetonka
- Minnetonka Beach
- Minnetrista
- Mound
- New Hope
- Orono
- Osseo
- Plymouth
- Richfield
- Robbinsdale
- Rockford‡
- Rogers
- Shorewood
- Spring Park
- Saint Anthony
- St. Bonifacius
- Saint Louis Park
- Tonka Bay
- Wayzata
- Woodland